# Karachi
Karachi (urdu: کراچي, sindhi: ڪراچي) es la ciudad más poblada de Pakistán, capital de la provincia de Sind. Históricamente la ciudad portuaria occidental del Raj británico, ahora es el centro financiero, comercial y portuario del Pakistán. Con una población de 17,8 millones de habitantes aproximadamente, está considerada la 11.ª ciudad más grande del mundo en términos de población metropolitana.
Karachi es la sede de las principales corporaciones pakistaníes de industria textil, naviera, automovilística, de entretenimiento, arte, moda, publicidad, desarrollos informáticos e investigación médica. Es también uno de los centros educativos más importantes de Asia del Sur y del Mundo Islámico.
La ciudad goza de una posición privilegiada por su situación geográfica en la costa del mar Arábigo, al noroeste de la desembocadura del río Indo. Es una de las ciudades de mayor crecimiento del mundo. Fue la capital original de Pakistán hasta la construcción de Islamabad y cuenta con el puerto de Karachi y el puerto Qasim, uno de los más grandes y ocupados de la región. La población de la ciudad se ha incrementado drásticamente tras la partición de la India que forzó a cientos de miles de refugiados de India a establecerse en la ciudad. Desde su independencia de Reino Unido en 1947, la economía de la ciudad ha atraído a emigrantes de todo el país y de los alrededores como Irán, Tayikistán, Birmania, Sri Lanka, China, Bangladés o Afganistán. Pese a su agitada historia política, la ciudad continúa atrayendo a los buscadores de prosperidad y crecimiento constante.
Karachi se extiende a lo largo de 3 527 km² de área. Es conocida localmente como "La ciudad de las luces" (روشنين جو شهر), por su vivacidad, y como "La ciudad del Quaid" (شهرِ قائد), ya que fue el lugar de nacimiento y de entierro de Quaid-e-Azam Muhammad Ali Jinnah, el fundador de Pakistán, que residió en la ciudad tras la independencia pakistaní.

## Historia

### Historia antigua
El área de Karachi era conocida por los antiguos griegos por muchos nombres: Krokola, el sitio donde Alejandro Magno acampó para preparar una flota con destino a Babilonia tras la campaña en el valle del [[río IndoIndo; 'Morontobara' (probablemente la isla de Manora cerca del puerto de Karachi), desde donde zarpó Nearchus, almirante de la flota macedonia; y Barbarikon, un puerto del Reino Indogriego de Bactriana. Después fue conocida por los árabes como Debal, el punto de partida de Muhammad bin Qasim y su ejército en el 712 d. C.
Karachi fue fundada como Kolachi por tribus baluchas de Baluchistán y Makrán quienes establecieron una pequeña comunidad de pescadores en el área. Descendientes de la comunidad original aún viven en el área de la pequeña isla de Abdullah Goth, localizada cerca del puerto de Karachi.[cita requerida] El nombre de dicho asentamiento aún permanece en el nombre de la famosa localidad de Mai Kolachi, en la ciudad.
La ciudad fue visitada por el almirante otomano Sidi Ali Reis en los años 1550 y fue mencionado en su libro Mirat ul Memalik (El Espejo de los Países), en 1557 d. C. La actual ciudad comenzó su historia como un pequeño asentamiento pescadero cuando una pescadora baluchi llamada Mai Kolachi comenzó a habitar en el lugar y comenzó su familia. La aldea que luego crecería fuera de sus límites era conocida como Kolachi-jo-Goth (Aldea de Kolachi en hindí). A fines del siglo XVII la aldea comerciaba a lo largo del mar Arábigo con Mascate y la región del golfo Pérsico. Un pequeño fuerte fue construido para protegerla, provisto de cañones importados desde Mascate. El fuerte poseía dos entradas principales: una de cara al mar, conocida como Kharra Darwaaza (Puerta Salobre, en alusión al agua salada) y otra mirando al río Lyari, conocida como Meet'ha Darwaaza (Puerta Dulce) (Mithadar). La localización de dichas puertas corresponde a las áreas modernas de Kharadar y Mithadar respectivamente.
En 1795 la aldea se convirtió en un dominio del pueblo baluchi de Talpur. Una pequeña factoría fue abierta por los británicos en septiembre de 1799, pero fue cerrada un año después. Luego de enviar un par de misiones exploradores a la zona, la Compañía Británica de las Indias Orientales conquistó el pueblo el 3 de febrero de 1839.

### Época colonial
El 1 de febrero de 1839 la ciudad fue conquistada cuando el navío británico HMS Wellesley ancló sobre la isla Manora. Dos días después el pequeño fuerte se rindió sin oponer resistencia. La ciudad fue luego anexionada al Imperio Británico cuando el Indo fue conquistado por Charles James Napier al término de la Batalla de Miani el 17 de febrero de 1843.
Karachi se convirtió en la capital del Sindh en los años 1840. A la partida de Napier fue adherida con el resto del Sindh a la Presidencia de Bombay, un movimiento que causó un considerable resentimiento de parte de los nativos hindúes. Los británicos eran consciente de la importancia de la ciudad como un cuartel militar y un puerto exportadores de los productos de la cuenca del río Indo, y rápidamente desarrollaron su puerto para la navegación. Se estableció la fundación del gobierno municipal y se llevó a cabo el desarrollo de la infraestructura. Nuevas empresas fueron abiertas y la población del pueblo comenzó a aumentar velozmente.
La llegada de las tropas del Kumany Bahadur en 1839 dio lugar a la fundación de la nueva sección, el baluarte militar. Este cuartel formó las bases de ciudad 'blanca', a la que los hindúes no estaban autorizados a acceder. La ciudad blanca fue modelada de acuerdo al modelo de las ciudades industriales inglesas, en la que los espacios residenciales y laborales se hallaban separados, como también los espacios residenciales de los de esparcimiento.
Karachi fue dividida en dos grandes polos. El pueblo 'negro' en el noroeste, ahora ampliado para dar cabida a la creciente población hindú mercantil, que comprendía el centro histórico, el Mercado Napier y Bunder, y el 'blanco' en el sudeste, comprendiendo las residencias del Personal, el Frere Hall, la Logia Masónica, el Club Sindh, la Casa del Gobernador y el Tribunal situado en el barrio civil. El área Saddar bazaar y el Mercado Empresarial fueron usado por la población 'blanca', mientras que el barrio Serai servía a las necesidades del pueblo 'negro'.

### Post independencia
Antes de la partición de la India, en 1947, Karachi era habitada principalmente por hinduistas (51%), musulmanes (42%), cristianos con influencia portuguesa (2,3%), sijs (1,3%), Jainistas (0,9%), parsis (0,5%) y algunos judíos y Siddis. Estos últimos son descendientes de africanos que fueron traídos a India y Pakistán como esclavos, en el siglo XVIII.
Cuando Pakistán se convirtió en Dominio independiente el 14 de agosto de 1947, Karachi ya era una bulliciosa metrópolis con hermosos edificios de estilo clásico y colonial europeo. Karachi fue elegida como la capital, que en esa época incluía también al estado moderno de Bangladés, o Pakistán Oriental.
Luego de la partición, 440.000 hinduistas abandonaron Karachi, pero la ciudad recibió entonces a 1,2 millones de mohajirs, emigrantes de la India, que acudieron al llamado de Muhammad Ali Jinnah de formar una nación musulmana. Estos inmigrantes expandieron drásticamente la población de la ciudad, y transformaron la demografía y la economía. Sin embargo, los mohajir no fueron bien recibidos por miembros de los panyab, pastún y sindhis; quienes los acusaron de ser invasores.
En 1958 perdió su estatus de capital frente a Rawalpindi, que fue sucedida luego a su vez por la flamante Islamabad en 1960. Esto marcó el comienzo de un largo período de declive en la ciudad, marcado por una ausencia de desarrollo. Entre los años 1980 y 1990 Karachi fue el principal receptor del influjo de refugiados afganos, que escaparon de su país a causa de la guerra. La ciudad recibió también un pequeño número de refugiados que escapaban de Irán. Los muyahidines afganos utilizaron el puerto de Karachi para exportar heroína, que era una de las principales fuentes de financiamiento en la guerra. La ciudad también sirvió para el tráfico de armas hacia Afganistán.
En la actualidad, el rechazo contra los mohajir continúa siendo latente en la ciudad, pero estos han logrado obtener una posición estable luego de llevar a cabo una serie de guerras étnicas a inicios de los años 1990. Bajo el liderazgo de Altaf Hussain, los mohajir asesinaron miembros de grupos opuestos por cada asesinato de uno de sus miembros, y organizaron células de tortura.
En mayo de 2007, opositores al gobierno del Movimiento Mutaihda Qaumi protagonizaron una serie de protestas que fueron respondidas de forma violenta por mohajirs. Más de 41 personas murieron en estos disturbios políticos.
El 18 de octubre de 2007, Karachi fue escenario de un fallido atentado contra Benazir Bhutto, quien participaba en una concentración de bienvenida luego de regresar de su auto-exilio. Aunque Bhutto sobrevivió, 85 personas que la acompañaban murieron, y otras 75 fueron seriamente heridas. Bhutto sería asesinada unas semanas después.
Los pobres viven a las afueras de la ciudad, aunque segregados tribalmente. La vida en estos guetos usualmente es regida por los clérigos de carácter fundamentalista, y se acostumbre aplicar la ley coránica. En muchos de estos lugares la televisión está prohibida y las mujeres deben usar burkas. Los ricos viven en los suburbios Defence y Clifton, ubicados a lo largo de la costa, y practican un estilo de vida más occidental. Estos vecindarios cuentan con mucha vigilancia, y la violencia tribal difícilmente se manifiesta allí.
Hoy Karachi continúa siendo un importante centro financiero e industrial y es responsable de la mayoría del comercio de ultramar de Pakistán y los países del Asia Central. Representa el 68 % de PIB de Pakistán, y se estima que tres mil personas se mudan diariamente a la ciudad. Actualmente es una de las ciudades más peligrosas del mundo.

## Geografía

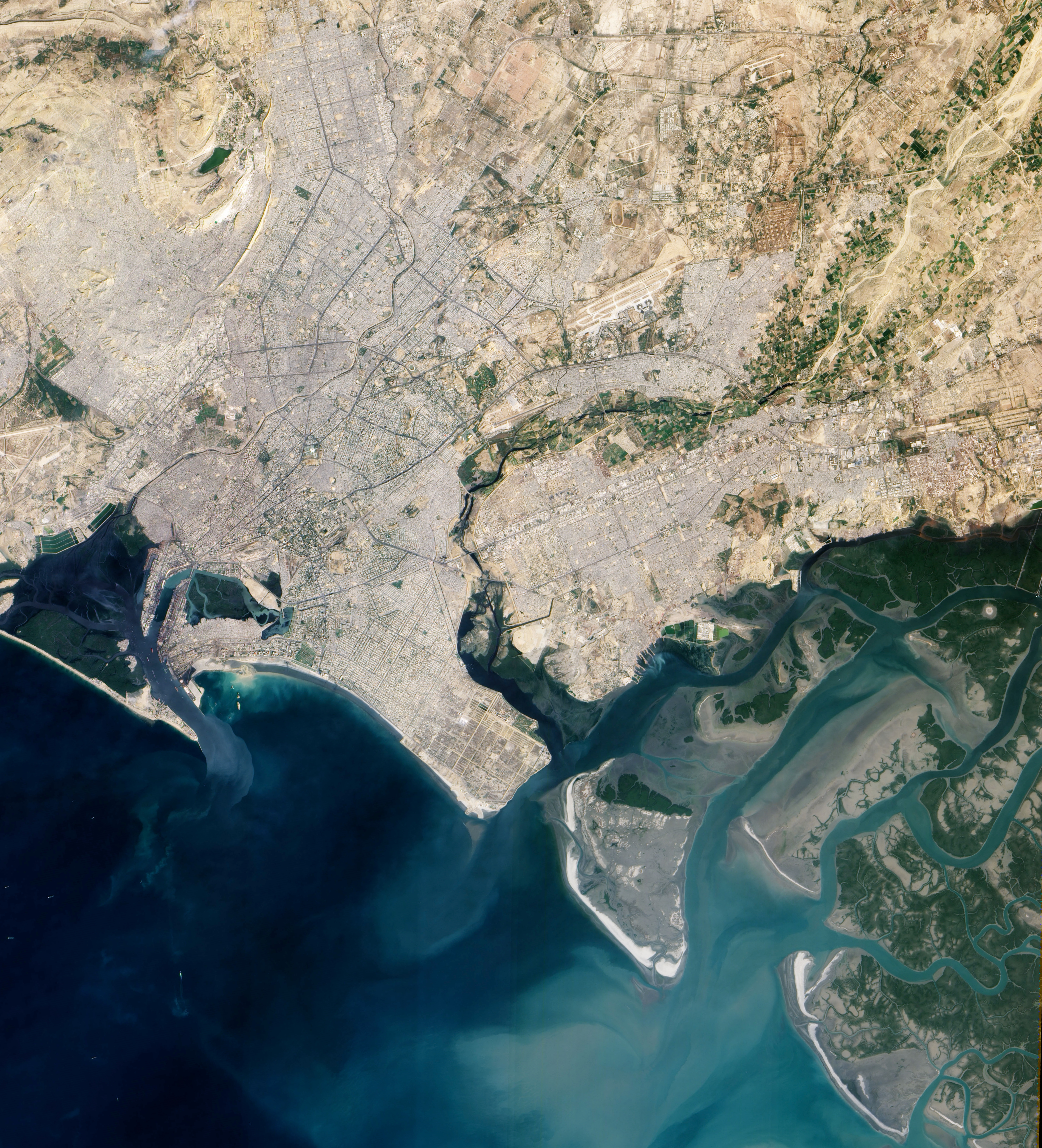
Imagen satelital de Karachi.

Karachi está a una latitud de 24°51′ N y una longitud de 67°2′ E. Su área metropolitana llega a la desembocadura del Indo. La ciudad abarca una superficie de 3527 km².
Asentada sobre una zona llana formada por depósitos de aluvión, sus barrios externos se han extendido por zonas de colinas. Es atravesada por dos ríos principales: el Malir y el Liari. El puerto de la ciudad está en una bahía protegida de las tormentas por las islas Kiamari y Manora. La costa está formada por playas de arena.

### Clima
Karachi disfruta de inviernos suaves y muy calurosos veranos, sin embargo, al situarse en la costa la ciudad experimenta una elevada humedad. La ciudad recibe un promedio de precipitación de 250 mm al año, que es contribuida principalmente por las lluvias monzónicas. Debido a que las temperaturas del verano oscilan entre 30-40 °C, en algunos casos pueden llegar a los 50 °C, entre los meses de abril y agosto, se consideran a los meses de invierno, de noviembre a febrero, como los mejores para visitar la ciudad. Diciembre y enero son los meses más populares para desarrollar eventos sociales y durante los cuales llegan a la ciudad la mayoría de visitantes y turistas. Karachi es uno de los principales puertos de Pakistán.
| Parámetros climáticos promedio de Karachi | Parámetros climáticos promedio de Karachi | Parámetros climáticos promedio de Karachi | Parámetros climáticos promedio de Karachi | Parámetros climáticos promedio de Karachi | Parámetros climáticos promedio de Karachi | Parámetros climáticos promedio de Karachi | Parámetros climáticos promedio de Karachi | Parámetros climáticos promedio de Karachi | Parámetros climáticos promedio de Karachi | Parámetros climáticos promedio de Karachi | Parámetros climáticos promedio de Karachi | Parámetros climáticos promedio de Karachi | Parámetros climáticos promedio de Karachi |
| Mes                                       | Ene.                                      | Feb.                                      | Mar.                                      | Abr.                                      | May.                                      | Jun.                                      | Jul.                                      | Ago.                                      | Sep.                                      | Oct.                                      | Nov.                                      | Dic.                                      | Anual                                     |
| ----------------------------------------- | ----------------------------------------- | ----------------------------------------- | ----------------------------------------- | ----------------------------------------- | ----------------------------------------- | ----------------------------------------- | ----------------------------------------- | ----------------------------------------- | ----------------------------------------- | ----------------------------------------- | ----------------------------------------- | ----------------------------------------- | ----------------------------------------- |
| Temp. máx. abs. (°C)                      | 32.8                                      | 36.1                                      | 41.5                                      | 44.4                                      | 47.8                                      | 47.0                                      | 42.2                                      | 41.7                                      | 42.8                                      | 43.3                                      | 38.5                                      | 34.5                                      | 47.8                                      |
| Temp. máx. media (°C)                     | 25.8                                      | 27.7                                      | 31.5                                      | 34.3                                      | 35.2                                      | 34.8                                      | 33.1                                      | 31.7                                      | 32.6                                      | 34.7                                      | 31.9                                      | 27.4                                      | 31.7                                      |
| Temp. media (°C)                          | 18.1                                      | 20.2                                      | 24.5                                      | 28.3                                      | 30.5                                      | 31.4                                      | 30.3                                      | 28.9                                      | 28.9                                      | 27.9                                      | 23.9                                      | 19.5                                      | 26.0                                      |
| Temp. mín. media (°C)                     | 10.4                                      | 12.7                                      | 17.6                                      | 22.3                                      | 25.9                                      | 27.9                                      | 27.4                                      | 26.1                                      | 25.2                                      | 21.0                                      | 15.9                                      | 11.6                                      | 20.3                                      |
| Temp. mín. abs. (°C)                      | 0.0                                       | 3.3                                       | 7.0                                       | 12.2                                      | 17.7                                      | 22.1                                      | 22.2                                      | 20.0                                      | 18.0                                      | 10.0                                      | 6.1                                       | 1.3                                       | 0.0                                       |
| Lluvias (mm)                              | 6.0                                       | 9.8                                       | 11.7                                      | 4.4                                       | 0.0                                       | 35.5                                      | 105.5                                     | 97.4                                      | 39.9                                      | 5.0                                       | 1.8                                       | 4.4                                       | 321.4                                     |
| Horas de sol                              | 270.7                                     | 249.4                                     | 271.6                                     | 277.4                                     | 299.1                                     | 231.8                                     | 155.0                                     | 147.7                                     | 218.8                                     | 283.5                                     | 273.3                                     | 272.0                                     | 2950.3                                    |
| Fuente n.º 1: NOAA                        |                                           |                                           |                                           |                                           |                                           |                                           |                                           |                                           |                                           |                                           |                                           |                                           |                                           |
| Fuente n.º 2: PMD (extremes)              |                                           |                                           |                                           |                                           |                                           |                                           |                                           |                                           |                                           |                                           |                                           |                                           |                                           |

## Gobierno
El Acta Municipal de la Ciudad de Karachi fue promulgada en 1933. En principio, la corporación municipal comprendía al alcalde, el teniente de alcalde y 57 concejales. La corporación municipal de Karachi fue cambiada a una Corporación Metropolitana en 1976. El área administrativa de Karachi era una subdivisión de segundo nivel conocida como División de Karachi, que, a su vez, fue subdividida en cinco distritos: Karachi Central, Este, Sur, Oeste y Malir. En el año 2000, el gobierno nacional puso en práctica un plan que abolió las subdivisiones de la ciudad y los distritos se fusionaron en un nuevo Distrito de Ciudad, estructurado en una federación de tres niveles con los más bajos compuestos de 18 ciudades y 178 consejos sindicales. Cada una de las 18 ciudades cuenta con su propio consejo y es gobernada por un Nazim. Las ciudades son:
| - Baldía - Bin Qasim - Gadap - Gulberg - Gulshan - Jamshed | - Kemari - Korangi - Landhi - Liaquatabad - Lyari - Malir | - Karachi Nueva - Nazimabad del Norte - Orangi - Saddar - Shah Faisal |

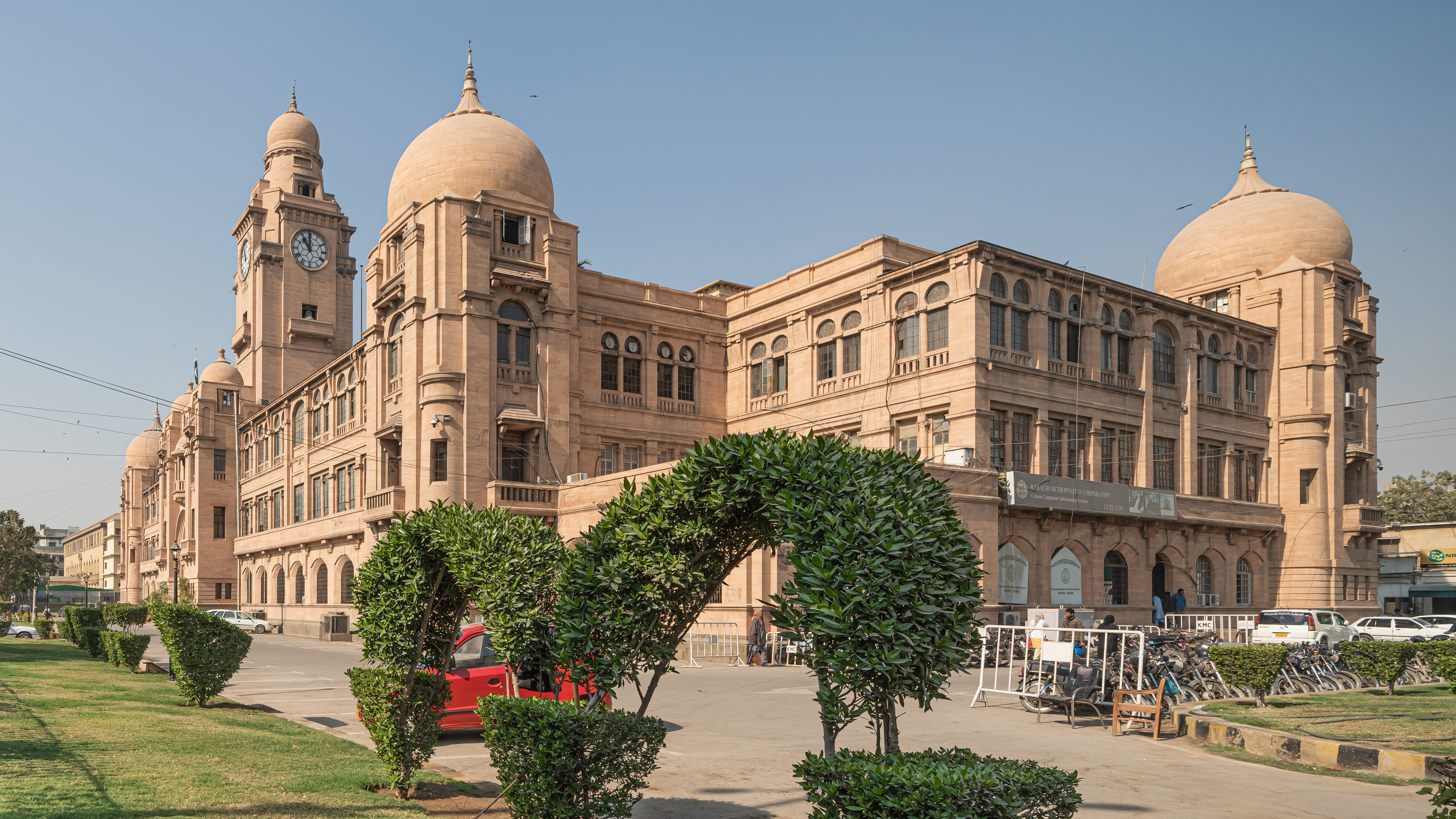
Edificio de la Corporación Municipal de Karachi.

Estas ciudades están gobernadas por administraciones municipales electas responsables de las infraestructuras, la planificación del espacio y los servicios municipales (agua, sanidad, mantenimiento de vías públicas, parques o alumbrado), aunque el Gobierno del Distrito de la Ciudad retiene algunas funciones. El tercer nivel de los 178 consejos sindicales están compuestos cada uno de trece miembros elegidos directamente incluyendo un Nazim (alcalde) y un Naib Nazim (teniente de alcalde). El Nazim de los consejos sindicales encabeza la administración sindical y es responsable de facilitar al Gobierno del Distrito de la Ciudad la planificación y ejecución de los servicios municipales, así como para informar a las autoridades superiores de las preocupaciones de los ciudadanos y sus reclamaciones.

## Demografía
La mayoría de la población de la ciudad es joven; un 37,7 % de los habitantes tienen menos de 15 años. Los mayores de 50 años suponen únicamente el 4,4 % de la población.
Los musulmanes son el 96,45 % del total.
La lengua más común en Karachi es el urdu, la lengua oficial en Pakistán. Sin embargo, el sindhi, el punjabí, el pashto y el balochi son también significativamente usados en la ciudad. Según el censo pakistaní de 1998, la distribución lingüística de la ciudad es:[cita requerida]
- Urdu: 48,52%
- Panyabí: 13,94%
- Pashto: 11,42%
- Sindhi: 7,22%
- Balochi: 4,34%
- Seraiki: 2,11%
- Otras: 12,44%

Otras lenguas habladas son el gujaratí y el memoní; entre las minoritarias se puede destacar el darí, el brahui, el makrani, el hindko, el khowar, el burushaski, el árabe, el persa y el bengalí.
Los mohajirs representan casi la mitad de la población de Karachi. Los pastún y los panyabí representan, cada uno, un cuarto de la población total.

## Problemas sociales y administrativos
En el 2002, Karachi se convirtió en la ciudad pakistaní con la cifra más alta de asesinatos, al reportarse 555 homicidios ese año. Debido a los conflictos étnicos, religiosos y tribales, el negocio de los sicarios prospera en esta ciudad. Los inmigrantes mohajirs se suelen enfrentar a los pastún, baluchis y sindhis. También se presentan los enfrentamientos entre los extremistas sunníes y chiíes. Karachi ha servido de base para diversos grupos extremistas como al-Qaeda, y en abril de 2003 fueron arrestados varios pakistaníes en distintos puntos de la ciudad con unos 600 kg de explosivos en total.
Además, la ciudad presenta varios problemas de corrupción y burocracia. Existe un mercado negro de agua potable que involucra a varios funcionarios gubernamentales y miembros de la policía. También se han reportado casos de abuso de poder o influencias en el Mercado de Valores de Karachi, donde a veces funcionarios corruptos han modificado las reglas para forzar la bancarrota de varios corredores. El sistema judicial también es corrupto, y el pago de sobornos a jueces, testigos y hasta fiscales es común. Los departamentos de policía suelen contar con un bajo presupuesto, por lo que los oficiales acostumbran practicar la extorsión, y la lucha contra la delincuencia suele ocupar un lugar secundario entre sus actividades.
Un prominente comunicador social de la ciudad, Tariq Amin, la ha descrito:

Hoy en día, Karachi es como Chicago en los días de Al Capone, mezclada con la Edad Media.

## Economía

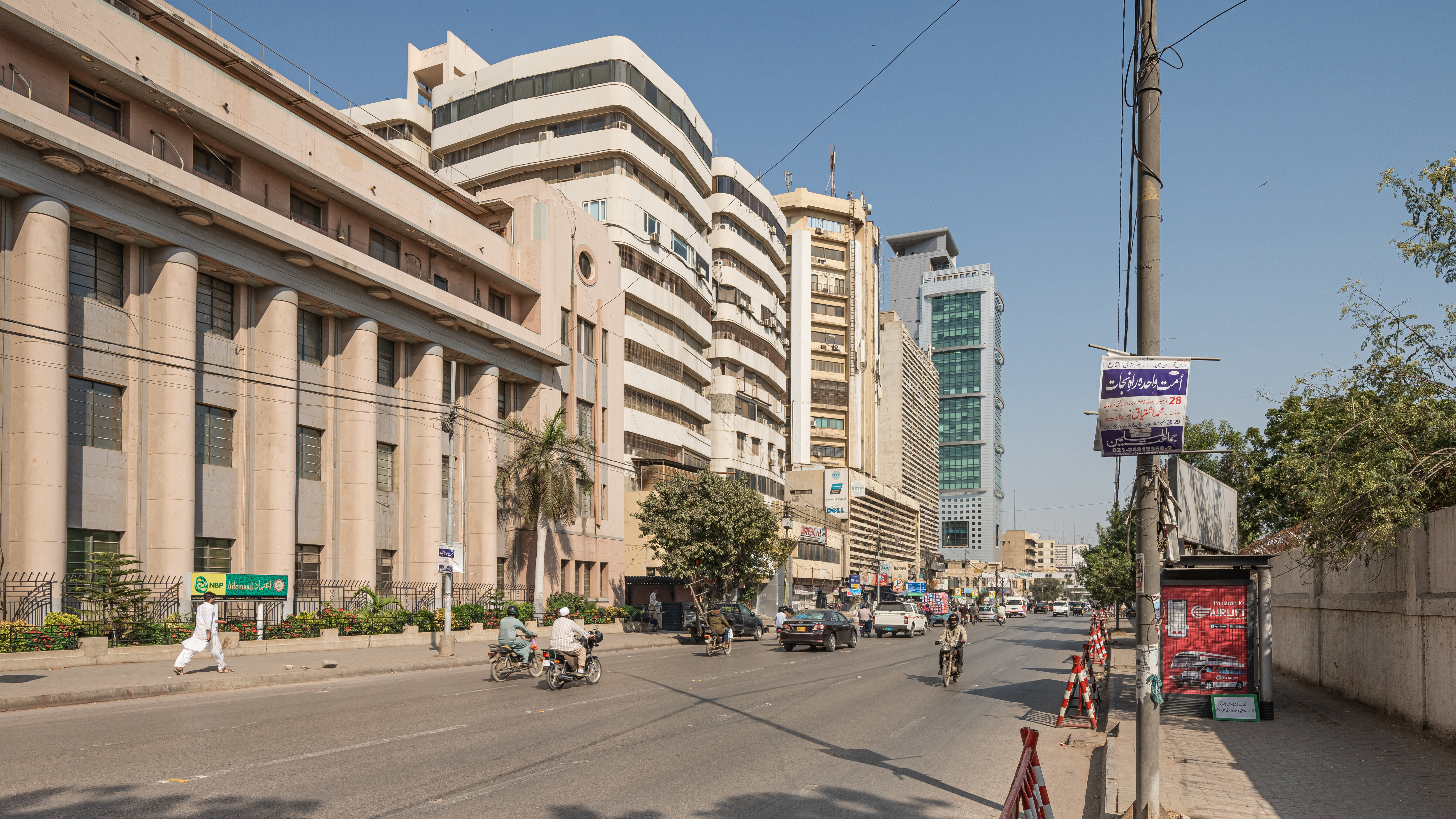
Vista del centro financiero de Karachi.

Karachi es la capital financiera y comercial de Pakistán. Genera el 72 % del total de ingresos nacionales (impuestos federales y provinciales, aduanas y recargos), aunque una gran parte de esta cantidad se contabiliza como contribución de los impuestos indirectos. Karachi produce alrededor del 60 por ciento del valor añadido en la fabricación a gran escala y el 55 % del PIB de Pakistán. En febrero de 2007, el Banco Mundial identificó a Karachi como la ciudad amiga para los negocios en Pakistán.
Karachi es el centro neurálgico de la economía del Pakistán. El estancamiento económico debido a la anarquía política, las luchas étnicas y la consiguiente operación militar a finales de los 80 y de los 90 condujo a un flujo de salida de la industria de Karachi. A pesar de esta grave crisis, Karachi asegura tener el mayor ingreso per cápita de Asia meridional, con un PIB per cápita superior a 8.000 dólares actuales.
La mayor parte de los bancos públicos y privados de Pakistán tienen su sede en Karachi, concretamente en Ibrahim Ismail Chundrigar (zona financiera de la ciudad), al igual que la mayoría de las principales empresas multinacionales extranjeras que operan en el país. La Bolsa de Karachi es la mayor bolsa de valores de Pakistán, y es considerada por muchos economistas como una de las principales razones que impulsó el 8 % de crecimiento del PIB en 2005. No obstante, en julio de 2008, la Bolsa fue asaltada por una muchedumbre enardecida; luego de que los administradores de la misma se negaran a suspender las operaciones tras haber experimentado dos semanas consecutivas de fuertes caídas.
Durante los años 1960, Karachi fue visto como modelo económico a seguir en todo el mundo y fue elogiada por la manera en que su economía estaba progresando. Muchos países trataron de emular la estrategia de la planificación económica pakistaní y una de ellas, Corea del Sur, copió el segundo "Plan Quinquenal" y el Centro Financiero Mundial en Seúl, que fueron diseñados y modelados tras los de Karachi.
Recientemente, Karachi ha asumido una clara expansión de la tecnología de la información y de la comunicación y los medios electrónicos, y se ha convertido en el centro de subcontratas de software de Pakistán. Los centros de llamadas para las empresas extranjeras han sido objeto de un importante área de crecimiento, con el gobierno realizando esfuerzos para reducir los impuestos un 10 % a fin de obtener inversiones extranjeras en el sector de las tecnologías de la información.

## Cultura

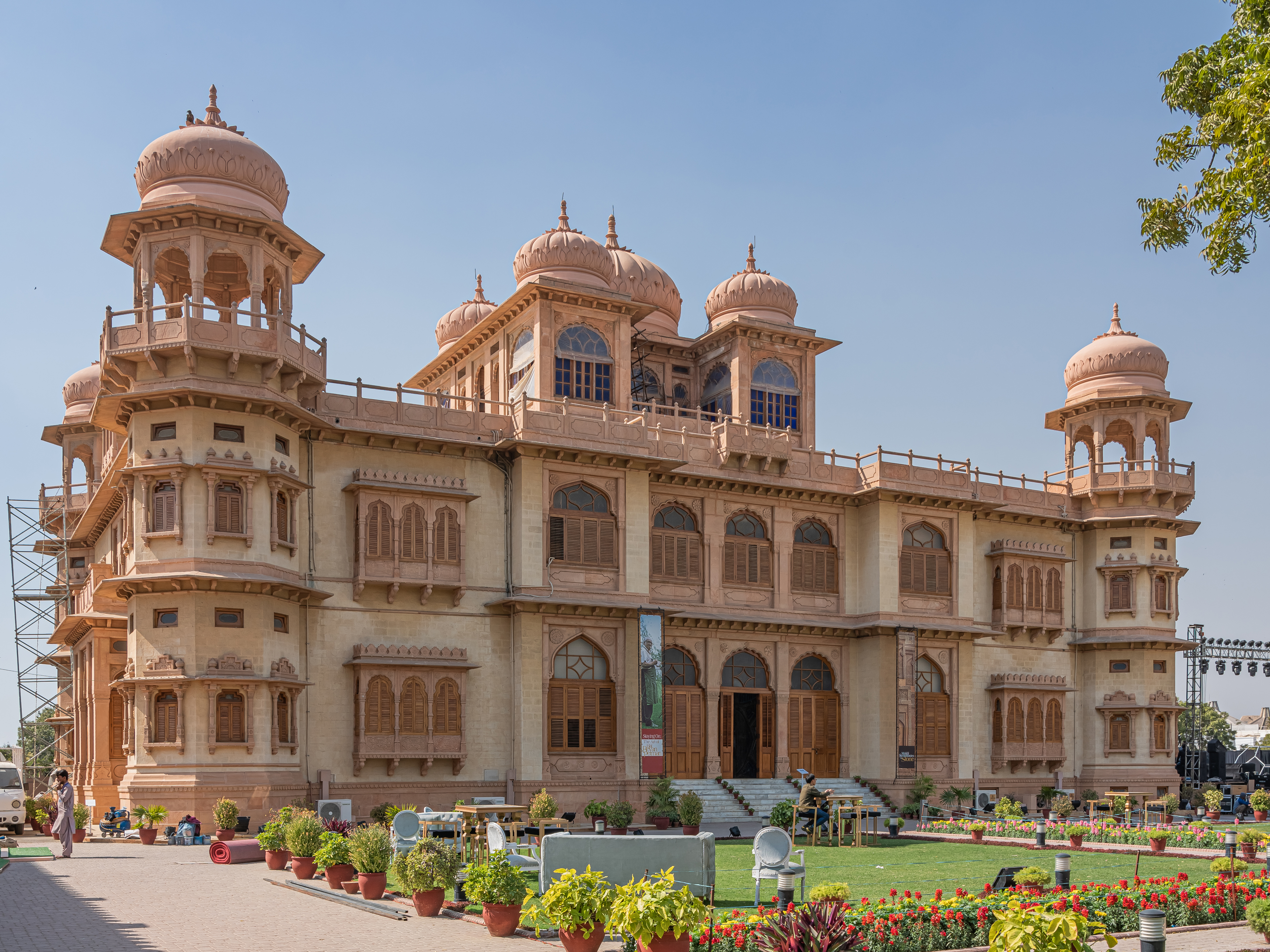
Mohatta Palace Museum de Karachi.

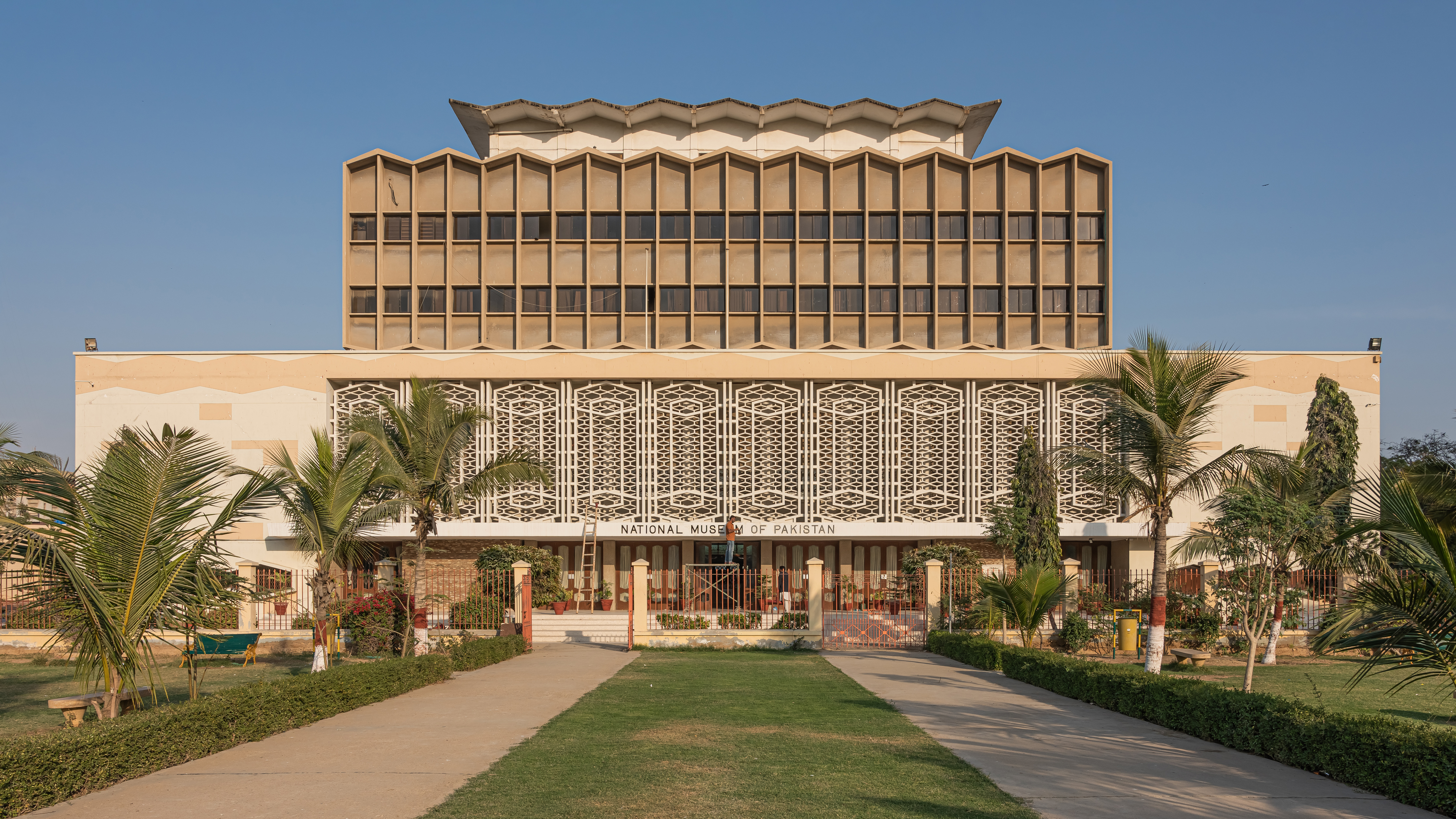
Museo Nacional de Pakistán.

Karachi acoge algunas de las instituciones culturales más importantes de Pakistán. La Academia Nacional de Artes Escénicas, situada en el edificio Hindu Gymkhana, recientemente renovado y ofrece cursos de dos años en artes escénicas que incluye música clásica y teatro contemporáneo. El All Pakistan Music Conference, vinculado a la institución similar en Lahore, lleva celebrando el Festival Anual de Música desde 2004. El Festival es una de las grandes atracciones de la ciudad y acuden al evento cerca de 3000 ciudadanos de Karachi y de otras ciudades. El Festival Internacional de Cine de Karachi es otro de los festivales más prestigiosos de la ciudad.
Karachi cuenta, también, con varios museos. El Mohatta Palace Museum es un lujoso palacio construido por Shivratan Chandraratan Mohatta, un rico hombre de negocios hindú, en 1927 como lugar para su residencia fija. El Museo Nacional de Pakistán es el otro gran museo de la ciudad. Localizado en el Frere Hall y fundado en 1950, sustituyó al antiguo Museo Victoria. El museo tiene una colección de 58 000 monedas antiguas y cientos de esculturas bien conservadas. Alrededor de 70 000 publicaciones, libros y demás material de lectura del Departamento de Arqueología y Museos que fueron trasladadas del Museo Nacional. Karachi Expo Centre celebra muchas exhibiciones regionales e internacionales.
Al igual que el resto del país, la ciudad de Karachi es una mezcla de distintos grupos étnicos, como sindhis, baluchis, mekranis y gujaratis. En 1947 la mayor parte de la población hindú de la ciudad fue expulsada, lo que se convertiría en la mayor migración humana de la Historia.
Los inmigrantes que los sustituyeron fueron hindúes de lengua urdu. Tras la independencia de Pakistán, el auge económico de la ciudad ha atraído a millones de pakistaníes del resto del estado: pujabíes, pastunes (debido a la guerra en Afganistán, bengalíes (tras la secesión de Bangladés). Existen también pequeñas comunidades procedentes de Birmania y de África.

### Arquitectura

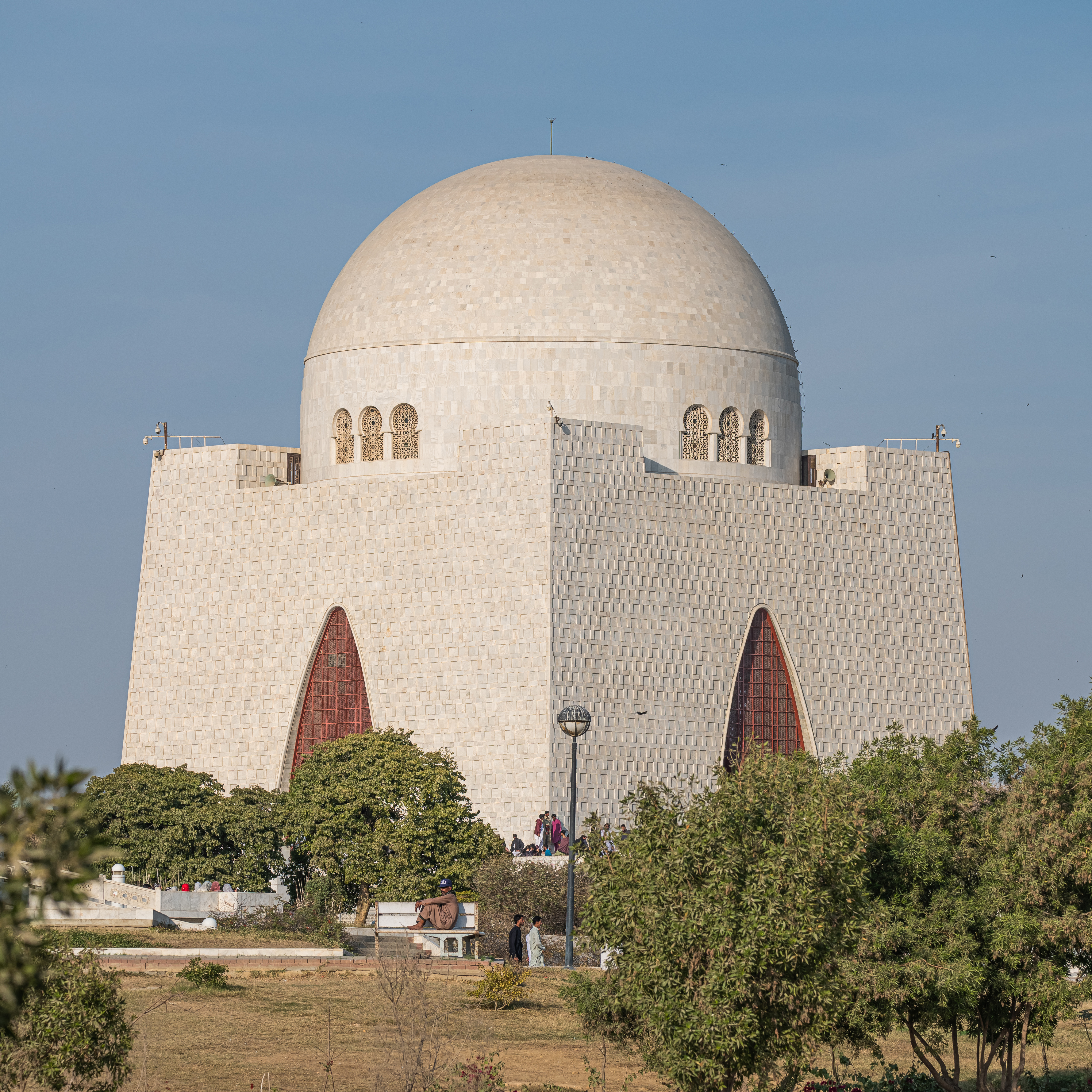
Mazar-e-Quaid

La arquitectura en Karachi es una combinación de lo moderno con lo antiguo; alrededor de toda la costa se alzan rascacielos construidos como la Habib Bank Plaza, el Dolmen City Office y la MCB Tower y otros en construcción como la Bahria Icon Tower, la IT Tower, la Center Point Tower y la Sofitel Hotel Tower.
Varios sectores de la ciudad muestran la arquitectura medieval y postmoderna de estilo árabe, también se mezcla en algunos sectores con el estilo hindú y con el estilo mongol. Alrededor del centro de la ciudad se encuentran las famosas mezquitas del islam que se realzan en toda la ciudad, a donde van cientos de peregrinos. También se hallan los palacios de las sedes gubernamentales y museos de ciencia, biología, arte e historia, que son una clara muestra de la antigua arquitectura pakistaní; a las afueras de la ciudad se encuentran modernos centros deportivos como estadios y centros acuáticos. Uno de los principales monumentos de la ciudad es Mazar-e-Quaid, mausoleo del fundador de Pakistán, Muhammad Ali Jinnah.
En Karachi hay un sector entre el centro y la costa en el cual lo moderno se combina con lo antiguo, allí se hallan edificios residenciales, de comercio, hospitales y varios de los grandes centros de investigación; pero allí también se encuentran grandes mezquitas y templos donde practican el islam, el hindú y escasamente el budismo; en este sector se combina el futuro y el pasado que vienen del centro y del sur de la ciudad respectivamente.

### Vida nocturna
Karachi es conocida en Pakistán como la ciudad que nunca duerme. Hay muchos restaurantes y comercio activo durante la noche.

## Educación

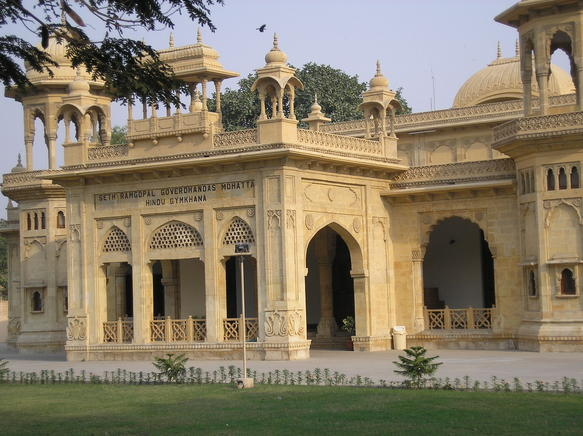
La Academia Nacional de Artes Escénicas.

La educación en Karachi está dividida en cinco niveles: La educación primaria (de 1° a 5°), la escuela media (de 6° a 8°), la escuela superior (9° y 10°) y la intermedia (de 10° a 12°), tras el cual se accede al Certificado de la Escuela Secundaria Superior. Los programas universitarios cuentan también con carreras de grado y posgrados.
Pakistán tiene tanto instituciones públicas como privadas desde el nivel primario hasta el universitario. La mayoría de los institutos comprenden todas las modalidades desde la primaria hasta la universitaria.
La escuela más famosa y prestigiosa de Pakistán se ubica en la ciudad, se trata de la Escuela Gramática de Karachi. Es la más antigua del país y ha educado a muchos de los políticos y hombres de negocios pakistaníes.
La Escuela Superior Narayan Jagannath, localizada en Karachi, fue la primera escuela gubernamental establecida en el Sindh. Fue abierta en octubre de 1855. Karachi tiene célebres institutos educaciones de renombre internacional. La mayoría de las universidades están consideradas entre las primeras de Pakistán.
La Universidad de Karachi, abreviada KU, es la mayor universidad en Pakistán, poseyendo una de las mayores cantidades de facultades en el mundo. Casualmente se encuentra al lado de la Universidad NED, el instituto de ingeniería más antiguo de Pakistán. Karachi es también la sede del Instituto de Administración de Negocios (IBA), fundado en 1955, este es la escuela de negocios más antigua fuera de Norteamérica, un antiguo graduado de este instituto es el primer ministro, Shaukat Aziz. El Liceo de Ingeniería Naval de Pakistán (PNEC), parte de la Universidad Nacional de Ciencias y Tecnología (NUST) instruye a sus alumnos en varias ramas de la ingeniería, como ingeniería eléctrica o ingeniería mecánica. La ciudad es sede a su vez del Cuartel general del Instituto de Contadores Públicos de Pakistán, el más prestigioso instituto formador en esta disciplina del país. El instituto fue establecido en 1961 y ha se han graduado desde entonces más de 5000 alumnos.
Algunas de las escuelas de medicina más importantes de Pakistán, como la Universidad Aga Khan y la Universidad Dow de Ciencias de la Salud, poseen sus campus en Karachi.

## Transporte

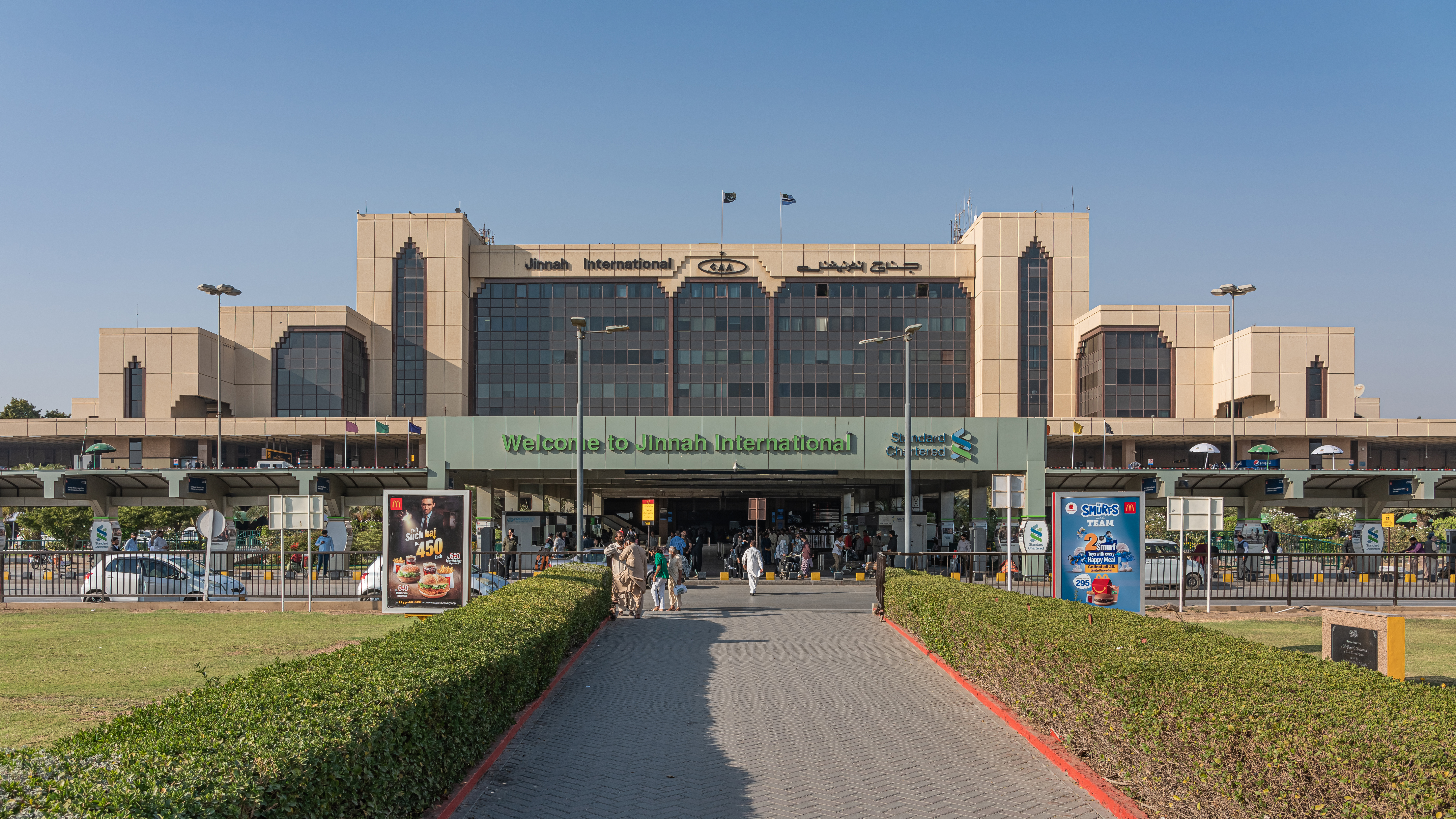
El Aeropuerto Internacional Jinnah.

La ciudad de Karachi cuenta con los servicios del Aeropuerto Internacional Jinnah, anteriormente conocido como Aeropuerto Internacional Quaid-e-Azam. Se trata del mayor aeropuerto comercial del país y tiene un tráfico de unos diez millones de viajeros cada año.[cita requerida] Es el aeropuerto de Pakistán con más compañías aéreas extranjeras, 35, la mayoría provenientes de Oriente Próximo y del Sureste Asiático. Las principales compañías aéreas de Pakistán usan Karachi como centro neurálgico, como Pakistan International Airlines, Airblue o Shaheen Air International.[cita requerida]
Las viejas terminales de la ciudad son usadas para vuelos con motivo de la Hajj, oficinas comerciales, transporte de mercancías y ceremonias con motivo de visitas de estado. También han sido usadas por las Fuerzas Armadas de los Estados Unidos como base logística. La ciudad cuenta además con otros dos pistas de aterrizaje que son usadas por las fuerzas armadas.
Los mayores puertos de Pakistán son el puerto de Karachi y el cercano puerto Muhammad Bin Qasim, construido para descongestionar el de Karachi. Ambos cuentan con modernas instalaciones y sirven tanto al propio país como a otros de Asia Central, como Afganistán, que no tienen costa.

Plano provisional del Karachi Circular Railway.

Karachi está unida por ferrocarril al resto del país por Pakistan Railways. Las dos mayores estaciones de la ciudad son las de Karachi City y Karachi Cantonment. Una gran cantidad de las mercancías que llegan a la ciudad vía los puertos son trasladadas posteriormente por ferrocarril, además de permitir el transporte de pasajeros. Hay planes para extender el sistema de ferrocarriles urbanos para que formen parte del Karachi Circular Railway de transporte público. Actualmente, la mayor parte del tráfico rodado de la ciudad está formado por motoristas y minibuses, pero hay planes para construir un sistema de transporte público basado en un ferrocarril ligero que descongestione las carreteras y proporcione un servicio rápido a las personas que deben desplazarse a su trabajo. Se han llevado a cabo estudios de viabilidad y se ha acordado construir una red provisional.[cita requerida]

### Accidente aéreo
El 22 de mayo de 2020 un avión de la aerolínea Pakistan International Airlines se estrelló en un barrio de la ciudad de Karachi donde viajaban 99 personas y donde se registraron 99 muertos y varios heridos por el impacto y la conflagración de la aeronave. El avión era un Airbus A320.

## Ciudades hermanadas
Las ciudades hermanadas con Karachi son:
| - Port Louis, Mauricio (2007) - Shanghái, China - Hong Kong[cita requerida] - Yeda, Arabia Saudita[cita requerida] - Taskent, Uzbekistán[cita requerida] - Estambul, Turquía[cita requerida] - Beirut, Líbano[cita requerida] | - Daca, Bangladés[cita requerida] - Barcelona, España[cita requerida] - Esmirna, Turquía (1985)[cita requerida] - Houston, Estados Unidos (2008) - Manama, Baréin (2007)[cita requerida] - Pristina, Serbia - Kuala Lumpur, Malasia (2008)[cita requerida] |